# La Grande Maguet
Pour plus de détails, voir Fiche technique et Distribution.
La Grande Maguet est un film français réalisé par Roger Richebé, sorti en 1947.

## Synopsis
L’orpheline Catherine Maguet, surnommée « La grande Maguet », a été recueillie par une jeune et bonne châtelaine, Suzanne de Norvaisis. Edmond, l’époux de cette dernière, lors d'un voyage à l’étranger, tombe éperdument amoureux d’une autre et ira, pour conquérir celle-ci, jusqu’à empoisonner sa femme. Emprisonné puis libéré, le châtelain épousera finalement celle pour qui il est devenu criminel. Mais la grande Maguet vengera sa bien-aimée bienfaitrice assassinée…

## Fiche technique
- Titre : La Grande Maguet
- Réalisateur : Roger Richebé
- Scénario : Roger Richebé d’après le roman Grande Maguet de Catulle Mendès
- Dialogues : Marc-Gilbert Sauvajon
- Photographie : Victor Arménise
- Montage : Charles Bretoneiche
- Musique : Henri Verdun
- Décors : Raymond Gabutti
- Son : Roger Rampillon
- Pays de production :  France
- Tournage : 
  - Langue : français
  - Période prises de vue : 16 juin au 1er août 1947
- Directeur de production : Édouard Lepage
- Société de production : Les Films Roger Richebé
- Société de distribution : Les Films du Jeudi/Les Films de la Pleiade
- Format : Noir et blanc — 35 mm — 1,37:1 — Son : Mono
- Genre : Film dramatique
- Durée : 95 minutes (1 h 35)
- Date de sortie : 
  - France : 22 octobre 1947
- Mention CNC : tous publics (visa no 6437 délivré le 22 octobre 1947)
- Affiche : Guy-Gérard Noël (France)

## Distribution
- Madeleine Robinson : Catherine Maguet
- Jean Davy : Edmond de Norvaisis
- Michèle Philippe : Suzanne de Norvaisis
- Marcel Pérès : le forgeron
- Béatrice Lulli : Claire
- Silvia Monfort : Anaïs Arnold
- Colette Régis : Béatrice Arnold
- Palmyre Levasseur : la cuisinière
- Paul Amiot : le professeur
- Robert Moor : le médecin
- Jacqueline Caurat
- Victor Vina
- Jean Sylvère
- Fernand Gilbert
- Olivier Mathot
- Jean Relet
- Paul Ménager
- Marcel Lévesque